# Ilesa West
Ilesa West è una delle trenta aree a governo locale (local government area) in cui è suddiviso lo stato di Osun, in Nigeria.
Estesa su una superficie di 63 chilometri quadrati, conta una popolazione di 103.555 abitanti.